# Supercoupe de l'UEFA 2013
La Supercoupe de l'UEFA 2013 est la 38e édition de la Supercoupe de l'UEFA. Le match oppose le Bayern Munich, vainqueur de la Ligue des champions 2012-2013, à Chelsea, vainqueur de la Ligue Europa 2012-2013.
La rencontre se déroule le vendredi 30 août 2013, à l'Eden Aréna de Prague, mettant ainsi fin à une série de quinze éditions jouées au Stade Louis-II de Monaco.
Les règles du match sont celles d'une finale de Coupe d'Europe : la durée de la rencontre est de 90 minutes. S'il y a toujours match nul, une prolongation de deux fois quinze minutes est jouée. S'il y a toujours égalité au terme de cette prolongation,  une séance de tirs au but est réalisée. Trois remplacements sont autorisés pour chaque équipe.
Le 26 août 2013, l'arbitre suédois Jonas Eriksson est désigné par la commission des arbitres de l'UEFA pour diriger la rencontre.
Le Bayern Munich devient le premier club allemand à remporter la Supercoupe de l'UEFA après avoir battu le Chelsea FC sur le score de 5 à 4 lors de la séance de tirs au but (2-2 après prolongation).

## Feuille de match
| 30 août 2013 | Bayern Munich                           | 2–2ap           | Chelsea FC                                   | Eden Aréna, Prague                              |                                                 |
| 20h45 HEC    | Ribéry 47e · Martínez 120+1e            |                 | Torres 8e · Hazard 93e                       | Spectateurs : 17 686 Arbitrage : Jonas Eriksson | Spectateurs : 17 686 Arbitrage : Jonas Eriksson |
| 20h45 HEC    | Rapport                                 |                 |                                              | Spectateurs : 17 686 Arbitrage : Jonas Eriksson | Spectateurs : 17 686 Arbitrage : Jonas Eriksson |
| 20h45 HEC    | Alaba · Kroos · Lahm · Ribéry · Shaqiri | Tirs au but 5–4 | David Luiz · Oscar · Lampard · Cole · Lukaku | Spectateurs : 17 686 Arbitrage : Jonas Eriksson | Spectateurs : 17 686 Arbitrage : Jonas Eriksson |

| Bayern Munich | Chelsea |

| G                                                             | 1  | Manuel Neuer      |     |     |
| D                                                             | 13 | Rafinha           |     | 56e |
| D                                                             | 17 | Jérôme Boateng    | 84e |     |
| D                                                             | 4  | Dante             |     |     |
| D                                                             | 27 | David Alaba       |     |     |
| M                                                             | 21 | Philipp Lahm (c)  |     |     |
| M                                                             | 39 | Toni Kroos        |     |     |
| M                                                             | 25 | Thomas Müller     |     | 71e |
| A                                                             | 10 | Arjen Robben      |     | 95e |
| A                                                             | 7  | Franck Ribéry     | 23e |     |
| A                                                             | 9  | Mario Mandžukić   |     |     |
| Remplaçants :                                                 |    |                   |     |     |
| G                                                             | 22 | Tom Starke        |     |     |
| D                                                             | 5  | Daniel Van Buyten |     |     |
| D                                                             | 26 | Diego Contento    |     |     |
| M                                                             | 8  | Javi Martínez     |     | 56e |
| M                                                             | 19 | Mario Götze       |     | 71e |
| M                                                             | 11 | Xherdan Shaqiri   |     | 95e |
| A                                                             | 14 | Claudio Pizarro   |     |     |
| Entraîneur :                                                  |    |                   |     |     |
| Josep Guardiola Homme du match: Franck Ribéry (Bayern Munich) |    |                   |     |     |

| G             | 1  | Petr Čech          |          |      |
| D             | 2  | Branislav Ivanović | 120e     |      |
| D             | 24 | Gary Cahill        | 41e      |      |
| D             | 4  | David Luiz         | 66e      |      |
| D             | 3  | Ashley Cole        | 118e     |      |
| M             | 8  | Frank Lampard (c)  |          |      |
| M             | 7  | Ramires            | 64e, 85e |      |
| M             | 14 | André Schürrle     |          | 87e  |
| M             | 11 | Oscar              |          |      |
| M             | 17 | Eden Hazard        |          | 113e |
| A             | 9  | Fernando Torres    | 90e      | 98e  |
| Remplaçants : |    |                    |          |      |
| G             | 23 | Mark Schwarzer     |          |      |
| D             | 26 | John Terry         |          | 113e |
| D             | 28 | César Azpilicueta  |          |      |
| M             | 5  | Michael Essien     |          |      |
| M             | 12 | Mikel John Obi     |          | 87e  |
| M             | 10 | Juan Mata          |          |      |
| A             | 18 | Romelu Lukaku      | 99e      | 98e  |
| Entraîneur :  |    |                    |          |      |
| José Mourinho |    |                    |          |      |